# Mia Skäringer
Maria Elisabeth Skäringer (født 4. oktober 1976 i Kristinehamn) er en svensk skuespillerinde og komiker. Hun er blandt andet berømt for sin rolle som Anna Svensson i tv-serien Solsidan.
Skäringer er også kendt for sketchserien Mia och Klara, som hun lavede med kollegaen Klara Zimmergren. Showet blev tildelt en Kristallen for bedste komedieshow på tv i både 2008 og 2009.

## Filmografi
- Mia och Klara (tv-serie, 2007-2009)
- Karaokekungen (2009)
- Playa del Sol (tv-serie, 2009)
- Solsidan (tv-serie, 2011-2023)
- Den hundredårige der kravlede ud ad vinduet og forsvandt (2013)
- Velkommen til Ängelby (tv-serie, 2015)
- Ack Värmland (tv-serie, 2015-2017)
- Tabitas Tattoo (tv-serie, 2024)